# (612045) 1996 RR20
(612045) 1996 RR20, também escrito como (612045) 1996 RR20, é um objeto transnetuniano que está localizado no cinturão de Kuiper, uma região do Sistema Solar. Este corpo celeste é classificado como um plutino, pois, o mesmo está em uma ressonância orbital de 2:3 com o planeta Netuno. Ele possui uma magnitude absoluta de 6,8 e, tem um diâmetro estimado com cerca de 192 quilômetros.

## Descoberta
(612045) 1996 RR20 foi descoberto no dia 15 de setembro de 1996 pelos astrônomos A. Fitzsimmons, M. J. Irwin e I. P. Williams.

## Órbita
A órbita de (612045) 1996 RR20 tem uma excentricidade de 0.174 e possui um semieixo maior de 39.521 UA. O seu periélio leva o mesmo a uma distância de 32.637 UA em relação ao Sol e seu afélio a 46.406.